# Cseng Ho
Cseng Ho (Cseng Ho) 郑和 (1371–1433) császári főeunuch, a 15. századi kínai földrajzi felfedezőutak vezetője volt.

## Élete
Cseng Ho (Zheng He) 1371-ben született, szegény semur nemzetiségi családban, a jünnan (yunnan)i Kunjang (Kunyang)ban. Apja, Ma Ha-cse (Hazhi), és nagyapja eleget tettek a hadzshoz kötődő kötelességüknek, elzarándokoltak Mekkába, a Szent Városba. Utazásaik nagy hatással voltak a fiatal Ma életére. Cseng Ho (Zheng He) megtanult arabul, sok ismeretet szerzett kora földrajzi helyzetéről és a nyugati világról. Tízéves korában került az udvarba, mint ígéretes eunuch. Két évvel később az ifjú Jen (Yan) hercegének, azaz a későbbi Jung-lö (Yongle) császárnak szolgálatába került. A hercegi ágyasok lakosztályába osztották be munkára. Részt vett Jen (Yan) herceg számos sikeres hadjáratában, kulcsszerepet játszott a nanking (nanjing)i udvar elfoglalásában. Segítségével szerzi meg unokaöccsétől a trónt, a későbbi Jung-lö (Yongle) császár. Ezután Cseng Ho (Zheng He) a Császári Háztartás legfelsőbb vezetését kapta meg.
1403-ban Csu Ti (Zhu Di) elrendelte az állami flotta felállítását, amely később a Kincses Flotta néven híresült el. Parancsot adott ki az elmenekült császár, Csien-ven (Jianwen) felkutatására. A kutatással Cseng Ho (Zheng He)t bízta meg. Erről olvashatunk az 1767-ben összeállított Li-taj Tung-csien-csi-lan (Lidai Tongjianjilan) című munkában:

„A Jung-lö (Yongle) uralkodási ciklus harmadik évében, a császári palota eunuchja, Cseng Ho (Zheng He) parancsot kapott egy dél-tengeri küldetésre. A császár, mivel élt a gyanúval, hogy az előző császár a tengerekre menekült, megbízást adott Cseng Ho (Zheng He)nek, Vang Csing-vu (Wang Jingwu)nak és másoknak, hogy kövessék nyomait. Rengeteg arannyal és más kincsekkel megrakodva, és több mint harminchétezer hivatalnok és férfiú hajót épített és útra kelt parancsnokságuk alatt. Szucsou (Suzhou) prefektúrából indulva Fucsien (Fujian)en át Indokína felé mentek, ahol is behajózták a nyugati tengereket… Az összes ország alázatos volt a császári paranccsal szemben, küldötteiket elküldték a hajóval, adóajándékaikkal együtt.… Cseng Ho (Zheng He) nem kevesebb, mint hét diplomáciai küldetéssel volt megbízva. Háromszor vetette börtönbe az idegen vezetőket…. Ugyanebben az időben, különféle népek, a kínaikon lévő kereskedelmi haszon reményében, kiszélesítették örökké tartó kereskedelmi célú kapcsolataikat, és megszakítás nélkül jöttek-mentek…”

Csu Ti (Zhu Di) nem véletlenül Cseng Ho (Zheng He)t bízta meg a külföldi országokba küldött hajóhad vezetésével, hiszen a rendkívül impresszív, több mint két méter magas, határozott fellépésű, hosszú fülcimpájú, tigrishez hasonló járású, tiszta és vibráló hangú Cseng Ho (Zheng He) már bizonyította hűségét iránta, és egyéb adottságai is megfelelőek voltak a feladatra.
Maga Cseng Ho (Zheng He) is megemlékezik küldetéseiről a 20. század 30-as éveiben felfedezett fucsien (fujian)i kőoszlopon. Az emlékoszlopon olvasható felirat többek között leírja, hogy Cseng Ho (Zheng He) hogyan választotta ki a szerencsés napot az indulásra, ezenkívül több mint harminc kínai nyelvű országnevet tartalmaz Kelet-Ázsiától Afrikáig.
Összesen hét expedíció indult Jung-lö (Yongle) (1403-1424), majd Hszüan-tö (Xuande) (1425-1435) uralkodása alatt. Hat expedícióban bizonyosan maga Cseng Ho (Zheng He) is részt vett.
Cseng Ho (Zheng He) manapság a nyugati világban szinte ismeretlen, azonban Ázsiában emléke tovább él. Hat templomban őrzik képmását, létezik Sanbao kikötő, Szan-pao (Sanbao) Pagoda és Szanpao (Sanbao) város. Rendkívül átgondolt döntés volt egy muszlimot küldeni, a döntő többségében muszlimok lakta területekre. Napjainkban is él ezen területek Cseng Ho (Zheng He) nevéhez fűződő kultusz. A tiszteletére emelt templomok a sanbao miao nevet viselik, mely Cseng Ho (Zheng He) hivatalos rangjára, a szan-pao taj-csien (sanbao taijian)ra utal.
Kínában, Csining (Jining) megye Kunjang (Kunyang) városában, ami 60 km-re délre található Kunmingtól, 1980-ban egy 250 hektáros parkot építettek a Ming-dinasztia nagy hajósának, Cseng Ho (Zheng He)nek a tiszteletére. Jelképes sírja pedig Nanking (Nanjing)ban, a Niusou (Niushou)-dombon található. A sírhoz vezető lépcsősor négyszer hét fokra van osztva, szimbolizálva Cseng Ho (Zheng He) hét nyugati utazását.

## AKincses Flottaútjai
1. út: 1405 július, 1407

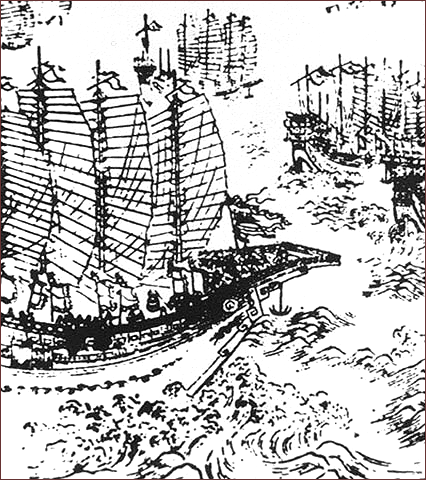
Cseng Ho (Zheng He) flottája, 17. századi kínai könyvillusztráció

Úticélja: A Csampa királyság, a jávai Majapahit, a szumátrai Semudra és Deli, Malaka, Srí Lanka, Kálikut
317, köztük több kinccsel teli hajó indult útnak. Többségük 9 árbócos, 500 főnyi személyzettel, terjedelmük pedig az akkori világ legnagyobbjának számítottak A hajók hatalmas méreteire bizonyíték az 1962-ben, a Nanking (Nanjing) közelében elhelyezkedő egyik Ming hajókészítő műhely ásatásán talált oldalkormányrúd. Ez a fadarab 11 méter hosszú, mely alapján a hajó becsült hossza 146,3 és 163,4 méter között határozható meg, össztömege pedig körülbelül 1500 tonna volt.
Összehasonlításul az egykorú európai hajók 30-48 méteresek, 300 tonna súlyúak voltak. Kis kitérőként érdemes megjegyezni, hogy a kínaiak már ekkor használták az úgynevezett vízhatlan rekeszeket és a trapéz alakú vitorlázatot. Az előbbi biztonságosabbá tette a hajót egy esetleges lék esetén, a második pedig lehetővé tette az ellenszélben való hajózást.
Körülbelül 27 870 ember kelt útra 1405 júliusában. A legénység a következő személyekből toborzódott: tengerészek, hivatalnokok, tolmácsok, katonák, kézművesek, egészségügyi szakemberek és meteorológusok. A hajó rakománya a következőképen állhatott össze: kínai mintás selyemáru, az idegenek által csodált kék-fehér Ming porcelánok, a nevezetes nanking (nanjing)i sárgásbarna ruhanemű, arany- és ezüsttárgyak, réz- és vaseszközök, gyapotáru, konyhaeszközök és illatszerek.
A visszavezető úton számos ország, köztük Kálikut és a Közel-Kelet országainak követei is a hajók utasai közt szerepeltek.
A Malakai-szoroson való visszatérés közben leszámoltak az ott tevékenykedő kínai Csen Cu-ji (Chen Zuyi) kalózvezérrel és több mint 5000 emberével. Csen Cu-ji (Chen Zuyi)t elfogták és Nanking (Nanjing)ba szállították, ahol 1407 októberében kivégezték.
Cseng Ho (Zheng He) kísérletet tett az menekült császár felkutatására, azonban nem talált semmilyen nyomot a meneküléssel kapcsolatban.

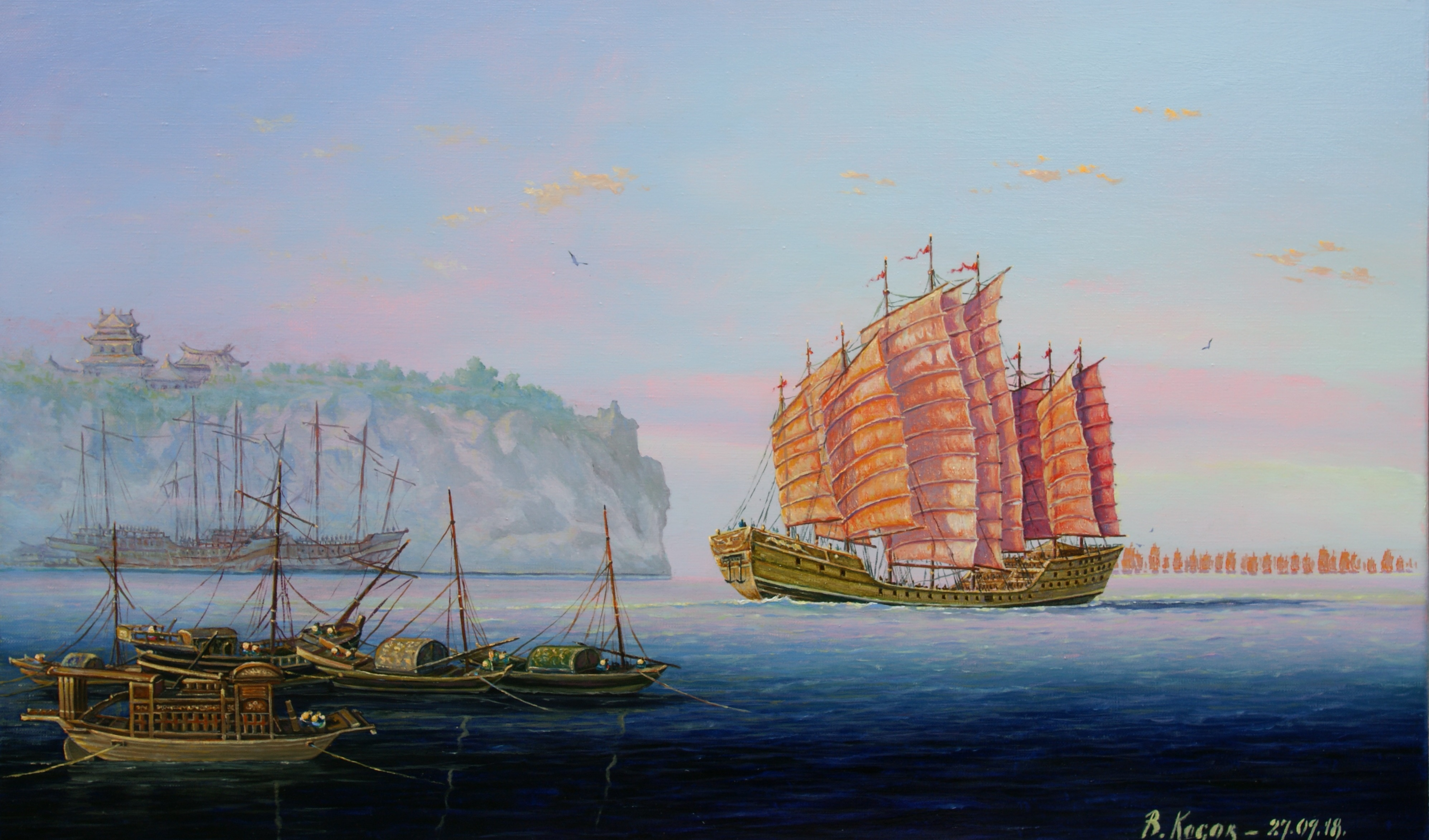
Aranygálya (Cseng Ho (Zheng He)) zászlóshajója

2. út: 1407 októberben hirdették meg és 1408 elejétől 1409 késő nyaráig tartott.
Útcélja: Csampa, a jávai Majapahit, a szumátrai Semudra és Deli, Kálikut, Kocsin, Srí Lanka
Az expedíció korántsem volt olyan horderejű, mint az első. Az út célja volt a sziámi követ szállítása hazájába. Ezen kívül új, a kínaiak által kinevezett vezetőt szállított Kálikutba. Utóbbi eseményt örökíti meg a Kálikutban emelt felirat. A visszafele úton Zheng He Javán belebonyolódott a helyi törzsek hatalmi harcaiba.
3. út: 1409 október – 1411 július
Úticélja: Sziám, Malaka, Malabar-part, Srí Lanka
Ezúttal 48 hajó 30 000 emberrel kelt útnak.
Malakában a kínaiak beiktatták Paramesawara királyt, és hivatalos feliratot állítottak annak emlékezetére, hogy Malaka a Kínai Birodalom vazallus állama lett.
A malakai udvar megerősítésével Kína szeretett volna létrehozni egy egyensúlyt Sziám-Jáva-Malaka hatalmi centrumjai között. Továbbá elmélyíteni kívánta a kínai kereskedelmi jogokat a malakai-szoros területén.
A hajóflotta Srí Lankán belebonyolódott a helyi szingaléz, tamil és muszlim erők harcaiba. Miután a szingaléz hadak kivonultak a fővárosból, Cseng Ho (Zheng He) saját seregeivel bevonult, fogságba ejtette az uralkodót, és saját királyt állított helyére. Ittjárta emlékéül 1409. február 15-én egy Srí Lanka-i buddhista templomban feliratos oszlopot emelt kínai, tamil és perzsa nyelvű felirattal. A visszafele úton Srí Lanka királya, Alagakkonāra megpróbálta kifosztani a hajókaravánt. Azonban kísérlete kudarcba fulladt és a szingaléz erők ismét vereséget szenvedtek. A hűtlen királyt családjával együtt Nanking (Nanjing)ba szállították, ahol a kínai császár megbocsátott nekik és hazaengedte őket.
4. út: 1413 – 1415
Úticélja: Kálikut, Hormuz, Áden, Mogadishu
Az 1413 őszén indult expedíció hatalmas méretű volt. Cseng Ho (Zheng He) 63 nagy hajóval, 27 670 ember kíséretében kelt útnak Hormuz és a Perzsa-öböl felé. Itt megérkezésükkor hatalmas szenzációt okoztak. Útközben megálltak Csampában, Jáván. Szumátrán fogságba ejtettek egy helyi trónkövetelőt, akit Nanking (Nanjing)ba szállítottak, ahol később kivégezték. A hajóhad egy része Bengálba indult, ahonnan elszállította a mágikus egyszarvút, azaz egy zsiráfot, a Ming uralkodók, hatalmi legitimizációjának szerencseszimbólumát.
Cseng Ho (Zheng He) és a hajóhad másik fele folytatta útját a Maláj-partok mentén Srí Lanka, a Maldív-szigetek, az Indiai-partok, illetve Hormuz felé.
A visszafele úton Cseng Ho (Zheng He) ismét belekeveredett a semudrai hatalmi harcokba. Azonban ekkor már parancsa volt a helyi erők felszámolására, és azok Nanking (Nanjing)ba való szállítására.
Ezen alkalommal 19 ország küldötteit szállították a kínai hajók a Ming császár udvarába.
5. út: 1417 ősze – 1419 augusztus
Úticélja: Hormuz, Áden
Az utazás célja az előző alkalommal Kínába szállított 19 követ hazautaztatása volt.
Induláskor Cseng Ho (Zheng He) Csüancsou (Quanzhou)ban megpróbálta megállítani a muszlim üldözést. Majd a hajóhad számos csampai, jávai kikötő érintése után Palembang és más szumátrai kikötők felé vette az útját. Ezután Malaka, Maldív-szigetek, Srí Lanka, Kocsin és Kálikut kikötői következtek. Kocsinban megpróbáltak létrehozni egy Kálikuttal szembeni hatalmi bázist.
A hajókaraván feltérképezte az Arab-partokat Hormuz és Áden között, továbbá eljutott Afrika keleti partjaihoz. Itt haza juttatta a követeket Mogadishu, Brawa, Malinda városaiba, megállt Mombasában is.
A hajó számos ajándékkal tért vissza, melyeket a különböző királyságok küldtek hódolatuk kifejezéséül a Ming udvarba. A rakományban találunk oroszlánokat, leopárdokat, dromedárokat, struccokat, zebrákat, orrszarvúakat, antilopokat, zsiráfokat és más egzotikus állatokat.
Az ötödik és hatodik expedíció között egy kisebb csapat hajózott el Palembangba.
6. út: 1421 március – 1422 szeptember
Úticélja: Szumátra, Kelet-Afrika, Perzsa-öböl
Kung Csen (Gong Zhen) a Hszi-jang fan-kuo-cse (Xiyang fanguozhi) előszavában a következő császári parancs olvasható az utazással kapcsolatban:

„Jang Csing (Yang Qing) eunuch és a többiek, hivatalos ügyekben utazzanak a Déli-tengeren Hormuzba és más országokba. Vigyenek mindenféle színű darócot, selymet, fátyolselymet és gyapotot és más anyagokat. Továbbá ajándékozzák meg a különféle országok királyait, embereit és másokat. Parancsolom, hogy az összes jámen parancsomnak megfelelően katalógust készítsen. Azután parancsolom, hogy minden hivatal figyeljen, hogy a megfelelő időpontban induljon. Azon keveseket, akikhez nem érkezik meg a parancsom, értesítsék róla. Így parancsolom!
Jung-lö (Yongle) 18. évének 12. havának 10. napján.”

A több éve Kínában vendégeskedő követek hazaszállítása mellett ez az expedíció további felfedező utakat tett Afrika partjai mentén.
41 hajó kelt útra. A hajók Semudránál kétfelé váltak, nagy részük Adenbe és Afrika felé, kisebb részük Cseng Ho (Zheng He) vezetésével visszatért Kínába. Valószínűleg a visszatérők részt kívántak venni az új főváros, Peking beiktatásán.
1424-ben az uralkodó újabb küldetéssel bízta meg Cseng Ho (Zheng He)t, melynek célja kínai biztos beiktatása volt Palembangon. Azonban a császár halála miatt mást bíztak meg az expedíció vezetésével. A következő hét évben Cseng Ho (Zheng He) Nanjingban helyőrség parancsnoki tisztséget töltött be. A tengeri utak egy időre mellőzve lettek.
7. út: 1431-1433
Úticélja: a Csampa Királyság, Jáva, Palembang, Malaka, Malabar-part, Hormuz, Mekka, Áden
Az új császár, Csu Csan-csi (Zhu Zhanji), 1430-ban ediktumot adott ki a 7. utazás céljából. Az ekkor 60 éves Cseng Ho (Zheng He) 300 hajó és 27 500 fő részvételével elindult utolsó útjára. Fő célja az új császár trónra lépésének kihirdetése volt. Ez az expedíció volt a legnagyobb szabású a hét közül.
Sziámban a kínaiak felszólították a királyt, hogy fejezze be a Malakai királyság fosztogatását.
Kálikutban kettévált a csapat, az egyik rész az afrikai Malindi felé ment, útközben kereskedelmi tevékenységet folytatott a Vörös-tengeren, továbbá számos tengerész ellátogatott Mekkába.
A másik fele, Cseng Ho (Zheng He) vezetésével, valószínűleg Kálikutban maradt.
A hazafelé vezető úton, Cseng Ho (Zheng He) Indiánál elhalálozott. Testét a tengerbe temették.
Mind a hét expedícióról elmondható, hogy az akkori világ számára addig elképzelhetetlen nagyságú tengeri flottával indultak útnak. A hatalmas méretű hajókaravánra több okból is szükség volt. Az első, a már említett hatalmi fölény villogtatása. A második a nagy mennyiségű ajándéktárgy szállítmányozása. A harmadikat pedig, a sajátságos kínai szemléletmód tette szükségessé. Mégpedig az a szokás, hogy nem fogadtak el semmilyen „barbár” ételt, ezért a nagy mennyiségű tartós élelmiszeren kívül a hajók fedélzetén nagy ládákban földet szállítottak, hogy zöldségeket és gyümölcsöket is termelhessenek maguknak az úton.
További közös vonás volt a hajóutakban, hogy mindegyiknek Malaka volt az állandó bázispontja. Itt hatalmas raktárakat alakítottak ki a nagy mennyiségű adóajándékoknak, melyeket a magukkal vitt ajándékokért kapták cserébe. Ilyen tárolt javak lehettek gyógynövények, festékanyagok, fűszerek, drágakövek, gyöngyök, orrszarvú tülök, elefántcsont és egzotikus állatok.

## A felfedezések utóélete
Az utak több szempontból is sikeresnek nevezhetők. Kereskedelmi szempontból nézve, az alattvalói adó formájában kicsírázott, és gyors fejlődésnek indult a távolsági áruforgalom. Az egzotikus cikkeken kívül számos a mindennapi életben használatos terméket is nagy mennyiségben hoztak be a hajók. Azonban nehéz meghatározni az expedíciók gazdasági hatását, abból a szempontból, hogy az utakat az eunuchok szervezték és nincs megbízható könyvelési adat a teljes pénzügyi akciókról. A külföldi felek részéről nem volt annyira egyszerű a helyzet, hiszen a császári udvarba érkezett követségek csak szigorú feltételek mellett kereskedhettek a fővárosban. A feltételek a következőek voltak: csupán öt napot kereskedhettek, és kizárólag hivatalos személlyel, továbbá nem vehettek fegyvert, fémárut.
Diplomáciai szempontból is eredményesek voltak az utak, mi sem bizonyítja ezt jobban, minthogy az egyiptomi Mameluk Birodalom is két követséget küldött Nanking (Nanjing)ba, a 15. század első felében.
Cseng Ho (Zheng He) utazásainak köszönhető, hogy Kína befolyása Délkelet-Ázsiában a Jung-lö (Yongle) uralkodási periódusban volt a legnagyobb. Ez nagy részben köszönhető volt annak, hogy Csu Ti (Zhu Di) elsődleges törekvése a délkelet-ázsiai országok felé irányult. A tengeri utazások békés eszközökkel kívánták a befolyás kiterjesztését eszközölni. Ezenközben a déli határok fokozott védelmének kiépítését is magával vonzotta ez a külpolitikai magatartás.
Nem titkolt szándéka volt a császári udvarnak a tengeri kereskedelem monopolizálása. Ki kívánta zárni a magánzókat, átfogóan kontrollálni akarták a tengeri forgalmat.
Mindezen hatalmi törekvéseket békésen tűrték az idegen országok, mivel féltek a katonai megtorlástól, illetve nagy hasznot láttak a kínai kereskedelmi kapcsolatokban.
További sikerként könyvelhető el, hogy a kínai partok mentén eltűntek a japán kalózhajók, melyek a Ming-dinasztia alapításakor jelentek meg.
Zheng He utazásainak köszönhető az átfogó tengeri úthálózat kiépítése. Hat központi helyet határozott meg. Ezek a következőek:
1. Qui Nhon és vonzáskörzete (Vietnamban), két bejövő és hat kimenő úttal.
2. Malakka, négy be- és kimenő úttal.
3. Samalanga (Szumátrán), egy bejövő és hat kimenő úttal.
4. Srí Lanka, három bejövő és hét kimenő úttal.
5. Lusan (Lushan) és az azt körülvevő szigetek, hat bejövő és hét kimenő úttal. Ez a pont Cseng Ho (Zheng He) állandó kiindulási központja az Indiai-óceánra való hajózáskor.
6. Guli, négy bejövő és hat kimenő úttal.

Cseng Ho (Zheng He) utazása nem volt ismeretlen az európai tudományos életben sem. Erre utal Fra Mauro kartográfus 1459-ben készült térképének lábjegyzete. Ebben beszámol egy kínai hajóról, ZhenKeről, amely Indiától kihajózva elérte Afrika déli partjait, majd folytatta útját az Agulhas-fokon átkelve, az Atlanti-óceánon. Egy kínai forrás ugyanabból az időszakból a következőket meséli el. Körülbelül 1420-ban egy kínai hajó Indiától indulva átszelte az Indiai-óceánt a Nannu sziget felé, elhagyta Dibu fokát, a Zöld-szigeteket és elérte a Dako-tengert. Majd negyven napig dél, délkelet felé hajózott, de a vízen és az égen kívül semmit nem talált. Állítólag 3220 km-nyi utat tett meg. Ezután a hajó visszafordult és hetven nap alatt elérte Dibu fokát. Mikor a matrózok a rakományt pakolták, felfedezték benne az óriás madár, Da Peng tojását. Valószínűleg ez képtelenség, figyelembe véve az abban az időben elért technikai színvonalat, azonban azt mindenképpen mutatja, hogy a kínai hajók nagy távolságokat voltak képesek megtenni a nyílt vizeken.

## Bibliográfia
- Bosworth, Michael L., The Rise and Fall of 15th Century Chinese Seapower, Internet, 1999
- Robert B. Crawford, Eunuch power in the Ming dynasty, Tong Bao 59, 1961
- Diamond, Jared, Guns, Germs and Steels, The Fates of Human Societies, W. W. Norton & Company, New York and London, 1997
- Edward L. Dreyer, Early Ming China: A Political History 1355-1435, Stanford University Press, California, 1982
- V. G. Mills, Ma Huan, Ying-ya sheng-lan: The overall survey of the ocean’s shores (1433), Cambridge, 1970
- Joseph Needham, Science and Civilization in China, Cambridge University Press, 1971
- Su Chungren, The battle of Ceylon, 1411, Essays in Chinese studies presented to Professor Lo Hsiang-lin on his retirement, ed. Department of Chinese, Universíty of Hong Kong, (Hong Kong, 1970)
- Sun Guangqi, The Developement of China’s Navigation Technology and of the Maritime Silk Route, The Silk Roads, Highways of Culture and Commerce, ed. Vadime Elisseeff, Berghahn Books, 2000
- Sun Guangqi, The possibility of the existence of sails in China before Christ and the Time of the Earliest Appearance, Studies in the History of Ships, No. 2
- Ting I, Ming dai te wu zheng ji, Peking, 1950
- Zhang Xun, Footnotes to Faxian’s Autobiography, Shanghai Classics Press, 1985
- William Willetts, The maritime adventures of Grand Eunuch Ho, Journal of Southeast Asian History, 5, No. 2 (September 1964)
- Gong Zhen, Xiyang Fanguozhi, Zhongwai Jiaotong Shiji Congkan, Zhonghua Shuju, 2000
- Feng Chengjun, Xingcha Shenglan Jiaozhu, Zhonghua Shuju, 1954
- Ma Huan, Yingya Shenglan, Zhonghua Shuju, The Cambridge History of China, Vol. 7, Part 1-2, Cambridge University Press, 1988
- Gavin Menzies: 1421. Amikor Kína felfedezte a világot; ford. Babits Péter; Alexandra, Pécs, 2003